# 9242 Olea
9242 Olea è un asteroide della fascia principale. Scoperto nel 1998, presenta un'orbita caratterizzata da un semiasse maggiore pari a 2,2930911 au e da un'eccentricità di 0,1727978, inclinata di 5,06989° rispetto all'eclittica.
L'asteroide è dedicato alla familglia  di piante Oleaceae.